# Gonomyia moma
Gonomyia moma là một loài ruồi trong họ Limoniidae. Chúng phân bố ở miền Australasia.